# Hey Cop!!! If I Had a Face Like Yours...
Hey Cop!!! If I Had a Face Like Yours... è un album studio degli MDC.

## Tracce
1. Millions of Dead Cops – 2:56
2. Mark of the Farmer – 1:58
3. U.S. War #54 – 3:22
4. Gig and Die in L.A. – 1:26
5. Beat Somebody Up – 2:19
6. Nowhere To Go – 1:59
7. I Do Not Wish – 2:11
8. If I Had a Face – 2:00
9. It's Later Than You Think – 2:09
10. Lambada Me – 1:34
11. The Jew That Got Away – 2:11
12. Moneypile – 2:39
13. Cockrocker – 1:15
14. Crime of Rape – 2:33
15. Black Christmas – 4:31